# Xanthopimpla hova
Xanthopimpla hova là một loài tò vò trong họ Ichneumonidae.